# Миронівська міська рада
Миро́нівська міська́ ра́да — міська рада в Україні, орган місцевого самоврядування Миронівської міської територіальної громади Обухівського району Київської області. Колишня адміністративно-територіальна одиниця Миронівського району Київської області (до 2018 року) із центром у місті Миронівка.
До 1938 року мала статус сільської ради, а до 1968 року — селищної.
Як адміністративно-територіальна одиниця, більшу частину свого існування рада входила до Миронівського району (у 1923–1931, 1935–1962 та 1965–2020 роках). Також у недовгі періоди рада входила до складу Козинської волості (до 1923 року), Богуславського району (у 1931–1935 роках) та Богуславської міської ради (у 1962–1965 роках).
До 2018 року до складу ради входили: місто Миронівка, село Нова Олександрівка (з 1958 року) і села Центральне, Андріївка, П’ятирічка і П'ятихатка (у 1960–1979 роках).
У 2018 році Миронівська міська рада увійшла до складу і стала органом місцевого самоврядування Миронівської об'єднаної територіальної громади, а у 2020 році — новосформованої Миронівської територіальної громади.

## Історія

### Адміністративно-територіальна одиниця (до 2018 року)
До 1923 року Миронівська сільська рада входила до Козинської волості Богуславського (Канівського) повіту Київської губернії.
У 1923 році Миронівська сільська рада увійшла до складу новоутвореного Миронівського району. Тоді до сільради входило лише село Миронівка.
3 лютого 1931 року Миронівський район, включно із Миронівською сільрадою, було приєднано до Богуславського району.
22 січня 1935 року сільрада увійшла до відновленого Миронівського району.
У 1938 році село Миронівка отримало статус селища міського типу. Відповідно, сільська рада стала селищною радою.
Станом на 1 вересня 1946 року єдиним населеним пунктом Миронівської селищної ради було селище міського типу Миронівка.
10 травня 1958 року видано рішення виконавчого комітету Київської обласної ради депутатів трудящих №347 «Про уточнення обліку населених пунктів Київської області», у якому:
- село Нова Олександрівка було віднесене до Миронівської селищної ради.[12]

13 лютого 1960 року видано рішення виконавчого комітету Київської обласної ради депутатів трудящих №83 «Про зміни в адміністративно-територіальному поділі», відповідно до якого:
- село Андріївка Козинської сільради передано в підпорядкування Миронівській селищній раді;
- включені в облікові дані новоутворені села П'ятирічка, П'ятихатка і Центральне з підпорядкуванням їх Миронівській селищній раді.[12]

30 грудня 1962 року Указом Президії Верховної Ради УРСР «Про укрупнення сільських районів Української РСР» на території Київської області ліквідовано 19 районів, у тому числі й Миронівський (Старченківський), усі сільські ради якого увійшли до складу Кагарлицького району. Водночас у той же день Указом «Про віднесення в підпорядкування обласних (промислових) Рад депутатів трудящих міських поселень Української РСР» Миронівську селищну раду було підпорядковано Богуславській міській раді.
4 січня 1965 року був виданий Указ Президії Верховної Ради УРСР «Про внесення змін до адміністративного районування Української РСР», відповідно до якого Миронівська селищна рада увійшла до відновленого Миронівського району.
18 березня 1968 року був виданий Указ Президії Верховної Ради УРСР «Про віднесення селищ міського типу Миронівка і Тетіїв Київської області до категорії міст районного підпорядкування». Відповідно, селищна рада стала міською радою.
29 жовтня 1979 року рішенням виконавчого комітету Київської обласної ради народних депутатів №514 «Про зміни в адміністративно-територіальному поділі Миронівського та Чорнобильського районів»:
- села Центральне, Андріївка, П’ятирічка і П'ятихатка були передані до новоутвореної Центральненської сільради.[12]

Після цього у складі Миронівської міської ради залишилися лише місто Миронівка і село Нова Олександрівка.

### Миронівська громада (з 2018 року)
У 2018 році Миронівська міська рада (громада) об'єдналася з Центральненською і Яхнівською сільськими радами Миронівського району у Миронівську об'єднану територіальну громаду. 23 грудня 2018 року пройшли перші вибори до нової Миронівської міської ради, що стала представницьким органом об'єднаної громади.
У 2019 році до Миронівської об'єднаної громади доєдналися Владиславська сільська рада Миронівського району та Іванівська і Михайлівська сільські ради Богуславського району.
12 червня 2020 року Миронівська територіальна громада була затверджена у ще ширшому складі. 25 жовтня 2020 року пройшли чергові вибори до нової Миронівської міської ради, що стала правонаступником рад відповідних розформованих громад.

## До 2018 року
Адміністративно-територіальна одиниця та орган місцевого самоврядування в Миронівському районі Київської області. Адміністративний центр — місто Миронівка.

### Загальні відомості
- Територія ради: 115 км²
- Населення ради: 13 339 осіб (станом на 2001 рік)
- Територією ради протікають річки Росава, Бутеня

### Населені пункти
Міській раді були підпорядковані населені пункти:
- м. Миронівка
- с. Нова Олександрівка

### Склад ради
Рада складалася з 30 депутатів та голови.
- Голова ради: Савенко Віталій Миколайович
- Секретар ради: Скидан Андрій Григорович

### Керівний склад попередніх скликань
| Прізвище, ім'я, по батькові | Основні відомості                                  | Дата обрання | Дата звільнення |
| --------------------------- | -------------------------------------------------- | ------------ | --------------- |
| Матвєєв Віктор Михайлович   | Міський голова, 1950 року народження, безпартійний | 26.03.2006   | 31.10.2010      |
| Савенко Віталій Миколайович | Міський голова, 1960 року народження, освіта вища  | 31.10.2010   |                 |

Примітка: таблиця складена за даними сайту Верховної Ради України

### Депутати
За результатами місцевих виборів 2010 року депутатами ради стали:

#### За суб'єктами висування
| Суб'єкт висування                                                                    | Кількість обраних депутатів | %    |
| ------------------------------------------------------------------------------------ | --------------------------- | ---- |
| Партія регіонів                                                                      | 10                          | 33,3 |
| Політична партія Всеукраїнське об'єднання «Батьківщина»                              | 6                           | 20   |
| Політична партія «Фронт Змін»                                                        | 5                           | 16,7 |
| Соціалістична партія України                                                         | 4                           | 13,3 |
| Політична партія «Сильна Україна»                                                    | 2                           | 6,7  |
| Політична партія «УДАР (Український Демократичний Альянс за Реформи) Віталія Кличка» | 2                           | 6,7  |
| Політична партія Всеукраїнське об'єднання «Свобода»                                  | 1                           | 3,3  |

#### За округами
| № округу                                                                             | Прізвище, ім'я, по батькові     | Дата визнання обраним | Освіта             | Партійна приналежність                                                                     | Відомості про обраного депутата                                               |
| ------------------------------------------------------------------------------------ | ------------------------------- | --------------------- | ------------------ | ------------------------------------------------------------------------------------------ | ----------------------------------------------------------------------------- |
| Партія регіонів                                                                      |                                 |                       |                    |                                                                                            |                                                                               |
| б/м                                                                                  | Лагода Олександр Анатолійович   | 04.11.2010            | середня            | член Партії регіонів                                                                       | фізична особа-підприємець                                                     |
| б/м                                                                                  | Гереханов Генадій Гітінавович   | 04.11.2010            | середня            | член Партії регіонів                                                                       | Миронівський цукровий завод, машиніст парової турбіни                         |
| б/м                                                                                  | Харченко Ірина Михайлівна       | 04.11.2010            | вища               | член Партії регіонів                                                                       | Миронівська районна школа мистецтв, директор                                  |
| б/м                                                                                  | Гудзенко Вікторія Дмитрівна     | 04.11.2010            | вища               | член Партії регіонів                                                                       | фізична особа-підприємець                                                     |
| б/м                                                                                  | Латченко Олег Васильович        | 04.11.2010            | середня            | член Партії регіонів                                                                       | тимчасово не працює                                                           |
| б/м                                                                                  | Коваленко Віктор Анатолійович   | 04.11.2010            | середня            | член Партії регіонів                                                                       | фізична особа-підприємець                                                     |
| 1                                                                                    | Медвєдєв Олександр Васильович   | 04.11.2010            | вища               | член Партії регіонів                                                                       | приватний підприємець                                                         |
| 3                                                                                    | Бордюг Раїса Дмитрівна          | 04.11.2010            | вища               | член Партії регіонів                                                                       | ДНЗ «Цукринка», завідувачка                                                   |
| 9                                                                                    | Матвєєв Віктор Михайлович       | 04.11.2010            | вища               | позапартійний                                                                              | Миронівська міська рада, голова                                               |
| 12                                                                                   | Шмигло Валентина Григорівна     | 04.11.2010            | вища               | член Партії регіонів                                                                       | ДНЗ «Сонечко», завідувачка                                                    |
| Політична партія Всеукраїнське об'єднання «Батьківщина»                              |                                 |                       |                    |                                                                                            |                                                                               |
| б/м                                                                                  | Лисенко Валентина Олександрівна | 04.11.2010            | вища               | член Всеукраїнського об'єднання «Батьківщина»                                              | приватний підприємець                                                         |
| б/м                                                                                  | Красноліцька Юлія Григорівна    | 04.11.2010            | вища               | член Всеукраїнського об'єднання «Батьківщина»                                              | Комунальне підприємство «Миронівка-благоустрій», бухгалтер                    |
| 2                                                                                    | Бонар Тамара Володимирівна      | 04.11.2010            | середня спеціальна | член Всеукраїнського об'єднання «Батьківщина»                                              | тимчасово не працює                                                           |
| 5                                                                                    | Запара Ірина Олександрівна      | 04.11.2010            | середня спеціальна | член Всеукраїнського об'єднання «Батьківщина»                                              | Районна лікарня, медсестра                                                    |
| 7                                                                                    | Кришкова Галина Гарріївна       | 04.11.2010            | вища               | позапартійна                                                                               | Миронівська міська рада, секретар                                             |
| 13                                                                                   | Мальченко Віра Григорівна       | 04.11.2010            | середня спеціальна | член Всеукраїнського об'єднання «Батьківщина»                                              | приватний підприємець                                                         |
| Політична партія Всеукраїнське об'єднання «Свобода»                                  |                                 |                       |                    |                                                                                            |                                                                               |
| 14                                                                                   | Галета Володимир Миколайович    | 04.11.2010            | вища               | позапартійний                                                                              | Миронівська загальноосвітня школа № 1, вчитель                                |
| Політична партія «Сильна Україна»                                                    |                                 |                       |                    |                                                                                            |                                                                               |
| 4                                                                                    | Шпиль Олександр Вікторович      | 04.11.2010            | вища               | член Політичної партії «Сильна Україна»                                                    | ММЗ «Легко», начальник постачання                                             |
| 6                                                                                    | Запорожець Костянтин Олегович   | 04.11.2010            | вища               | член Політичної партії «Сильна Україна»                                                    | Районна лікарня, лікар-стоматолог                                             |
| Політична партія «УДАР (Український Демократичний Альянс за Реформи) Віталія Кличка» |                                 |                       |                    |                                                                                            |                                                                               |
| б/м                                                                                  | Мигитка Віктор Федорович        | 04.11.2010            | вища               | член Політичної партії «УДАР (Український Демократичний Альянс за Реформи) Віталія Кличка» | приватний підприємець                                                         |
| б/м                                                                                  | Савчук Наталія Миколаївна       | 04.11.2010            | середня спеціальна | член Політичної партії «УДАР (Український Демократичний Альянс за Реформи) Віталія Кличка» | приватний підприємець                                                         |
| Політична партія «Фронт Змін»                                                        |                                 |                       |                    |                                                                                            |                                                                               |
| б/м                                                                                  | Жданов Костянтин Володимирович  | 04.11.2010            | вища               | член Політичної партії «Фронт Змін»                                                        | ЗАТ «Миронівська друкарня», голова правління                                  |
| б/м                                                                                  | Цимбал Василь Кирилович         | 04.11.2010            | вища               | член Політичної партії «Фронт Змін»                                                        | Миронівська РДА., гол.спеціаліст взаємодії прав.охор.орг.моб.роб.             |
| б/м                                                                                  | Шутовський Олександр Йосипович  | 04.11.2010            | середня спеціальна | член Політичної партії «Фронт Змін»                                                        | Туроператор «101 ТУР», приватний підприємець                                  |
| 10                                                                                   | Муравський Олексій Андрійович   | 04.11.2010            | вища               | член Політичної партії «Фронт Змін»                                                        | ННІБ, асистент кафедри фінансів                                               |
| 15                                                                                   | Голубенко Володимир Миколайович | 04.11.2010            | вища               | член Політичної партії «Фронт Змін»                                                        | Миронівський районний Будинок культури, адміністратор                         |
| Соціалістична партія України                                                         |                                 |                       |                    |                                                                                            |                                                                               |
| б/м                                                                                  | Цитович Олег Вадимович          | 04.11.2010            | вища               | член Соціалістичної партії України                                                         | Миронівський ЦТП № 25 КОФ ВАТ «Укртелеком», депутат Миронівської міської ради |
| б/м                                                                                  | Сулиця Лідія Іванівна           | 04.11.2010            | вища               | член Соціалістичної партії України                                                         | Інспекції ДАБК Київської обл., головний державний інспектор                   |
| 8                                                                                    | Копійка Михайло Іванович        | 04.11.2010            | середня спеціальна | позапартійний                                                                              | Козятинське ДЕПО, машиніст тепловоза                                          |
| 11                                                                                   | Васєчко Світлана Володимирівна  | 04.11.2010            | вища               | позапартійна                                                                               | районний відділу освіти, методист                                             |